# Пол Морфи
Пол Чарлс Морфи (енгл. Paul Charles Morphy; Њу Орлеанс, 22. јул 1837 — Њу Орлеанс, 10. јул 1884) је био амерички шахиста. Првак Америке постао је 1857. Одмах потом, иде на турнеју по Европи, где у Паризу и Лондону побеђује Левентала, Харвица, Андерсена (који му је био највећи такмац), и друге. Након повратка у Америку, убрзо оболева од маније гоњења, што је био и крај његове шаховске каријере. Први је у шаховску стратегију увео принцип брзог развоја и мобилизације фигура. Због сјајних комбинација које су одликовале његове партије, називан је „геније комбинације“.

## Биографија

### Детињство
Морфи је рођен у Њу Орлеансу у богатој и угледној породици. Његов отац, Алонзо Мајкл Морфи, адвокат, био је законодавац државе Луизијана, државни тужилац и судија Врховног суда државе Лузијана. Алонзо, који је имао шпанско држављанство, био је пореклом из Шпаније, Португала и Ирске. Морфијева мајка, Луиз ле Карпентије, била је музички талентована ћерка угледне француске креолске породице. Морфи је одрастао у атмосфери гентилне уљудности и културе где су шах и музика били типични нагласци недељног дружења у кући.
Према његовом стрицу Ернесту Морфију, Пола нико формално није научио како се игра шах; већ је Морфи сам научио као мало дете једноставно гледајући друге како се играју. Након што је ћутке гледао дуготрајну утакмицу Ернеста и Алонза, коју су завршили са нерешеним исходом, млади Пол их је изненадио изјавом да је Ернест требао победити. Његов отац и стриц нису схватили да Пол зна потезе, а камоли било какву шаховску стратегију. Још су се више изненадили када је Пол доказао своју тврдњу ресетујући делове и демонстрирајући победу коју је његов стриц пропустио.
После тог случаја, Морфијева породица препознала је у њему велики таленат и подстакла га да игра на породичним скуповима и локалним шаховским турнирима. До девете године важио је за једног од најбољих играча Њу Орлеанса. 1846. године генерал Винфилд Скот посетио је град и дао до знања својим домаћинима да жели вече шаха са јаким локалним играчем. Шах је био ретка Скотова забава, али он је уживао у игри и сматрао се застрашујућим играчем. После вечере постављене су шаховске фигуре и доведен је Скотов противник: омалени, деветогодишњи Морфи. Скот је у почетку био увређен, мислећи да су га исмевали, али пристао је да игра пошто су га уверили да су његове жеље пажљиво поштоване и да је дечак „шаховско чудо“ које ће тестирати његову вештину. Морфи га је лако победио не једном, већ два пута, други пут најавивши принудни мат након само шест потеза.